# Eccellenza Trentino-Alto Adige 1995-1996
Il campionato italiano di calcio di Eccellenza regionale 1995-1996 è stato il quinto organizzato in Italia. Rappresenta il sesto livello del calcio italiano.
Questo è il campionato regionale della regione Trentino-Alto Adige (anche noto in tedesco come Oberliga, letteralmente "lega superiore").

## Squadre partecipanti
| Squadra                         | Città                        |
| ------------------------------- | ---------------------------- |
| U.S. Anaune                     | Cles (TN)                    |
| U.S. Arco                       | Arco (TN)                    |
| S.S. Benacense Riva             | Riva del Garda (TN)          |
| U.S. Borgo                      | Borgo Valsugana (TN)         |
| S.S.V. Brixen                   | Bressanone (BZ)              |
| S.S.V. Bruneck                  | Brunico (BZ)                 |
| S.S. Condinese                  | Condino (TN)                 |
| U.S. Fiavè                      | Fiavé (TN)                   |
| A.C. Mezzocorona                | Mezzocorona (TN)             |
| U.S. Mori Santo Stefano         | Mori (TN)                    |
| U.S. Rovereto                   | Rovereto (TN)                |
| U.S. Salurn Raiffeisen          | Salorno (BZ)                 |
| A.S.C. Sankt Martin in Passeier | San Martino in Passiria (BZ) |
| S.S.V. Taufers                  | Campo Tures                  |
| S.V. Tramin                     | Termeno (BZ)                 |
| A.C. Virtus Don Bosco           | Bolzano (BZ)                 |

## Classifica finale
|  | Pos. | Squadra               | Pt | G  | V  | N  | P  | GF | GS | DR  |
|  | ---- | --------------------- | -- | -- | -- | -- | -- | -- | -- | --- |
|  | 1.   | Arco                  | 71 | 30 | 22 | 5  | 3  | 50 | 14 | +36 |
|  | 2.   | Mezzocorona           | 55 | 30 | 16 | 7  | 7  | 41 | 24 | +17 |
|  | 3.   | Condinese             | 51 | 30 | 14 | 9  | 7  | 43 | 25 | +18 |
|  | 4.   | Rovereto              | 50 | 30 | 12 | 14 | 4  | 39 | 28 | +11 |
|  | 5.   | Tramin                | 45 | 30 | 13 | 6  | 11 | 41 | 40 | +1  |
|  | 6.   | Borgo                 | 43 | 30 | 12 | 7  | 11 | 28 | 35 | -7  |
|  | 7.   | Brixen                | 42 | 30 | 11 | 9  | 10 | 37 | 36 | +1  |
|  | 8.   | Salurn                | 40 | 30 | 10 | 10 | 10 | 35 | 34 | +1  |
|  | 9.   | Anaune                | 39 | 30 | 9  | 12 | 9  | 33 | 32 | +1  |
|  | 10.  | Virtus Don Bosco      | 37 | 30 | 8  | 13 | 9  | 26 | 32 | -6  |
|  | 11.  | Mori Santo Stefano    | 36 | 30 | 8  | 12 | 10 | 30 | 30 | 0   |
|  | 12.  | Fiavè                 | 34 | 30 | 7  | 13 | 10 | 28 | 37 | -9  |
|  | 13.  | Benacense 1905        | 33 | 30 | 8  | 9  | 13 | 29 | 32 | -3  |
|  | 14.  | Taufers               | 29 | 30 | 7  | 8  | 15 | 24 | 35 | -11 |
|  | 15.  | Bruneck               | 22 | 30 | 5  | 7  | 18 | 24 | 48 | -24 |
|  | 16.  | Sankt Martin Passeier | 18 | 30 | 3  | 9  | 18 | 21 | 47 | -26 |